# Afinia Gémina Bebiana
Afinia Gémina Bebiana  fue la esposa del emperador romano Treboniano Galo, quien gobernó brevemente en 251-253.

## Biografía
Casi nada se sabe de su vida. Tuvo dos hijos: Volusiano y Vibia Gala. Después de que Treboniano Galo fuera proclamado emperador por los soldados, a Herenia Etruscila, viuda del anterior emperador Decio, se le permitió mantener el título honorífico de augusta. Afinia Gémina Bebiana nunca lo logró y no hay monedas de ella tampoco.
Según una versión, Bebiana ya había muerto cuando su esposo ascendió al poder. Según otra, el nuevo emperador no quería competencia entre su esposa y la esposa de su difunto predecesor Decio, Herenia Etruscila. La tercera versión sugiere que Galo se divorció de Bebiana antes de ascender al trono.
Su marido e hijo fueron asesinados por los soldados en 253.